# Rudno (Železniki)
Rudno is een plaats in Slovenië en maakt deel uit van de gemeente Železniki in de NUTS-3-regio Gorenjska. De plaats telde 222 inwoners op 1 januari 2020.